# Hornön
Hornön också känd som Nyadal är en småort i Nora socken i Kramfors kommun, belägen omkring 20 kilometer sydost om Kramfors. Hornön ligger på norra sidan om Ångermanälvens mynning i Storfjärden och Bottenhavet. 
Vid Hornön ligger norra brofästet av Höga Kustenbron på E4. På andra sidan E4 ligger Hornöberget.

## Befolkningsutveckling
| Befolkningsutvecklingen i Hornö/Nyadal 1950–2015 | Befolkningsutvecklingen i Hornö/Nyadal 1950–2015 | Befolkningsutvecklingen i Hornö/Nyadal 1950–2015 | Befolkningsutvecklingen i Hornö/Nyadal 1950–2015 | Befolkningsutvecklingen i Hornö/Nyadal 1950–2015 |
| ------------------------------------------------ | ------------------------------------------------ | ------------------------------------------------ | ------------------------------------------------ | ------------------------------------------------ |
|                                                  |                                                  |                                                  |                                                  |                                                  |
| År                                               |                                                  |                                                  | Folkmängd                                        | Areal (ha)                                       |
| 1950                                             | 1950                                             |                                                  | 435                                              |                                                  |
| 1960                                             | 1960                                             |                                                  | 231                                              |                                                  |
| 1990                                             | 1990                                             |                                                  | 114                                              | 34#                                              |
| 1995                                             | 1995                                             |                                                  | 97                                               | 37#                                              |
| 2000                                             | 2000                                             |                                                  | 97                                               | 37#                                              |
| 2005                                             | 2005                                             |                                                  | 86                                               | 37#                                              |
| 2010                                             | 2010                                             |                                                  | 94                                               | 37#                                              |
| 2015                                             | 2015                                             |                                                  | 87                                               | 57#                                              |
| Anm.: Upphörde som tätort 1965. # Som småort.    |                                                  |                                                  |                                                  |                                                  |